# 英熱量
英熱量（えいねつりょう、Btu ; British thermal unit）は、ヤード・ポンド法のエネルギー・仕事・熱量の単位である。英国熱量単位（えいこくねつりょうたんい）、英式熱量単位などともいう。日本の計量法（計量単位令）では「英熱量」の名称と「Btu」の記号を採用し、その値を 1055.06 J としている。
主にアメリカとイギリスで使用され、イギリスでは空調システムなど限られた範囲でのみ、アメリカでは空調システムのほかガスレンジなど熱量全般で使用される（ただしこれらの熱機器の能力を表す数値は仕事率であるから、正確には Btu/h（英熱量毎時）である）。天然ガスなど組成によってカロリー量が異なる天然資源の取引でもMMBtu（百万英熱量）といった単位で世界的に用いられている。

## 記号
英熱量の単位記号は、日本の計量法（計量単位規則）においては、Btuである。米国のNISTにおいても、ISO 80000-5 においても、公式の記号は「Btu」であり（ISO 80000-5#附属書 A フート、ポンド及び秒を基本とする単位並びにその他の関連単位）、「BTU」ではない。

## 様々な定義
英熱量は1ポンドの水の温度を華氏度で1度上げるために必要な熱量と定義される。すなわち、カロリーの定義をヤード・ポンド法の単位に置き換えたものと言える。水の比熱はその温度によって異なるので、カロリー同様、何度の水で定義するかによって以下のように各種の英熱量が存在することになる。その差はおおむね0.5%の範囲である。
| 名称           | 値 (J)             | 備考 |
| -------------- | ------------------ | --- |
| 国際蒸気表(IT) | ≡ 1055.05585262    | 最もよく使用されるBtuである。国際蒸気表カロリー（正確に 4.1868 J ）を換算したもので、1956年にロンドンで開催された第5回国際蒸気応用会議において、14.5℃(58.1°F) の水で定義したものである。 |
| ISO            | ≡ 1 055.06         | 国際標準化機構のISO 31-4で規定された値。国際蒸気表(IT)の値を、小数点以下2桁に丸めたもの。日本の計量法にもこの値が掲載されている。なお、ISO 31-4を置き換えたISO 80000-5には小数点以下3桁で丸めた1 055.056 Jという値が記載されているが、「ここに挙げた単位は使用するべきではない」とされた「附属書 A」に記載されている。 |
| 英国の法定値   | ≡ 1055.05585257348 | イギリスの法定上の値 |
| 39 °F          | ≈ 1059.67          | 水の最大密度となる温度 (39.1–39.2°F) での値 |
| 平均           | ≈ 1055.87          | 水の温度を 32°F(0℃) から 212°F(100℃) まで上げるのに必要な熱量の180分の1 |
| 59 °F          | ≡ 1054.804         | 主としてアメリカで使用される。15度カロリー（正確に4185.5 Jと定義される）の定義に基づくものである。 |
| 60 °F          | ≈ 1054.68          | 主としてカナダで使用される。 |
| 熱力学         | ≡ 1054.35026444    | 熱力学カロリー（正確に4.184 J）を換算したもの。 |

## 単位の換算
1英熱量はおよそ以下の値に相当する。
- 252〜253 カロリー
- 778〜782 フィートポンド(ft·lbf)（フィート・重量ポンド）
- 1054〜1060 ジュール
- 0.293071 ワットアワー(W·h)（ワット・時）

なお天然ガスの場合は、1百万Btuが0.021トンあるいは25m3に相当する。

## 派生単位
英熱量毎時(Btu/h)は仕事率・工率の単位である。1時間に1英熱量の仕事率を示す。
- 1 馬力は約 2540 Btu/h
- 1 ワットは約 3.4 Btu/h
- 1000 Btu/h は約 293 W

quad（quadrillion（1000兆）の略）は1015英熱量と定義される。1 quadは約1.055×1018 ジュールである。
アメリカ合衆国と欧州連合では100,000英熱量をサームと定義している。ただし、アメリカでは Btu59°Fを使用し、欧州ではBtuITを使用する。ガス料金の計算単位などに使われ、1 term は 100立方フィート（100ft3、約 2.7m3）の天然ガスが燃焼して発生する熱量におおよそ等しい。